# Église Notre-Dame-du-Lac de Lunel
L'église Notre-Dame-du-Lac est une église située à Lunel dans le département français de l'Hérault et la région Occitanie.

## Localisation
L'église est située Place Martyrs de la Résistance à Lunel.

## Description
L'église paroissiale, située hors de la première enceinte des remparts, a été détruite en 1621. Elle est citée dans le registre des Visites pastorales par Pierre Fenouillet (1633). L'église actuelle a été achevée à la fin du XVIIe siècle. La façade est de style jésuite tandis que le clocher de 32 m est une tour massive qui conserve sa base médiévale.
L’église abrite des œuvres inscrites au titre objets aux Monuments historiques, notamment un tableau La Vierge et l'Enfant présentant le Rosaire à saint Dominique, en présence d'une sainte martyre et un orgue de tribune Cavaillé-Coll daté de 1856 et restauré en 1994. L’intérêt majeur de cet orgue réside dans la présence de tout le matériel et de la mécanique d’origine d’Aristide Cavaillé-Coll dont c’était l’un des derniers instruments de cette époque signé « Aristide Cavaillé-Coll fils »".
L'église tient son nom de la rosace qui se trouve derrière l’orgue et qui représente la Vierge avec Jésus et une barque. La rosace n'est visible que lorsque celui-ci est déposée pour sa restauration. "Les fidèles apprécient beaucoup la chapelle avec une grotte de Lourdes, lieu de prière".

Intérieur de l'église
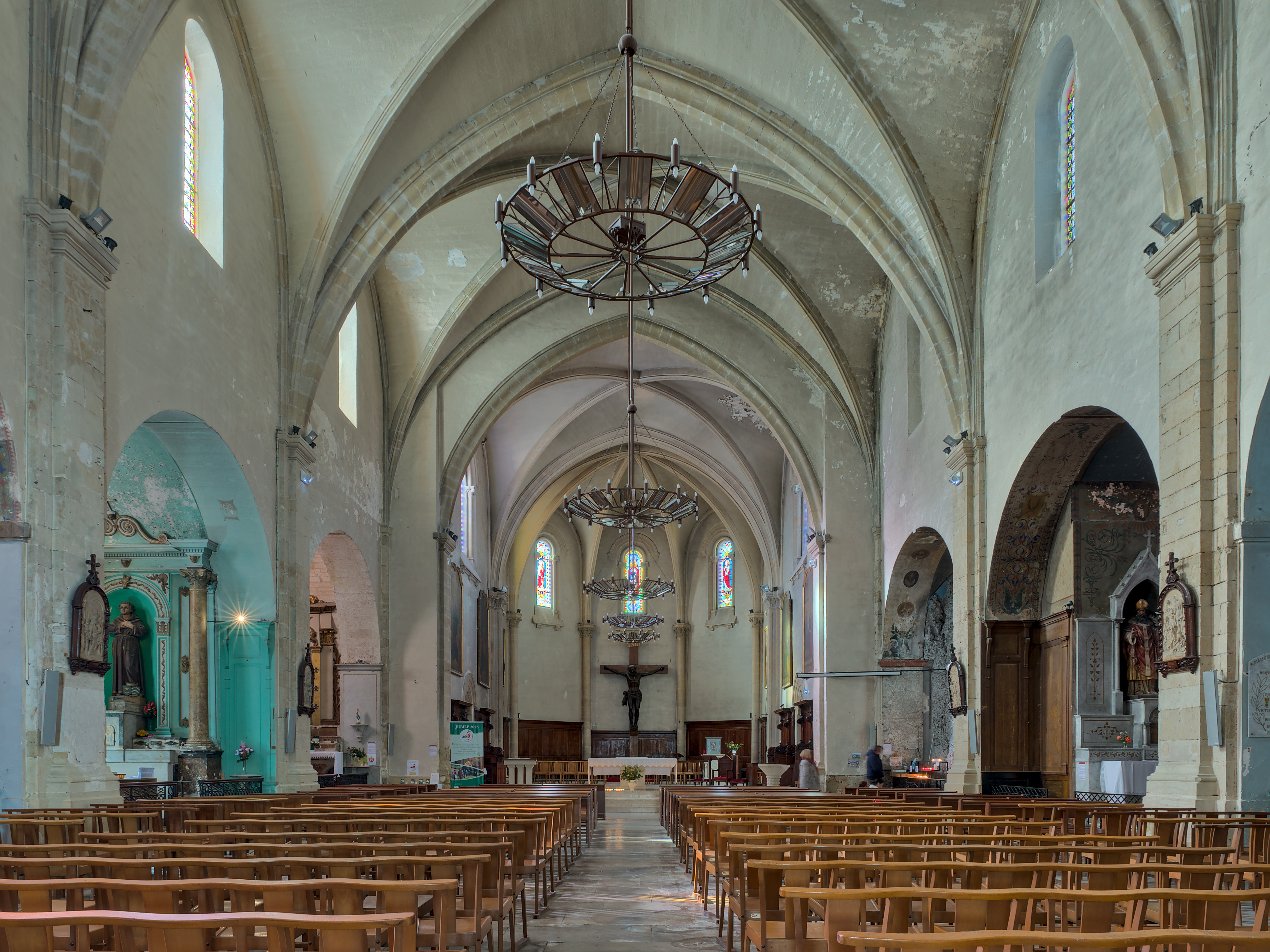
La nef.
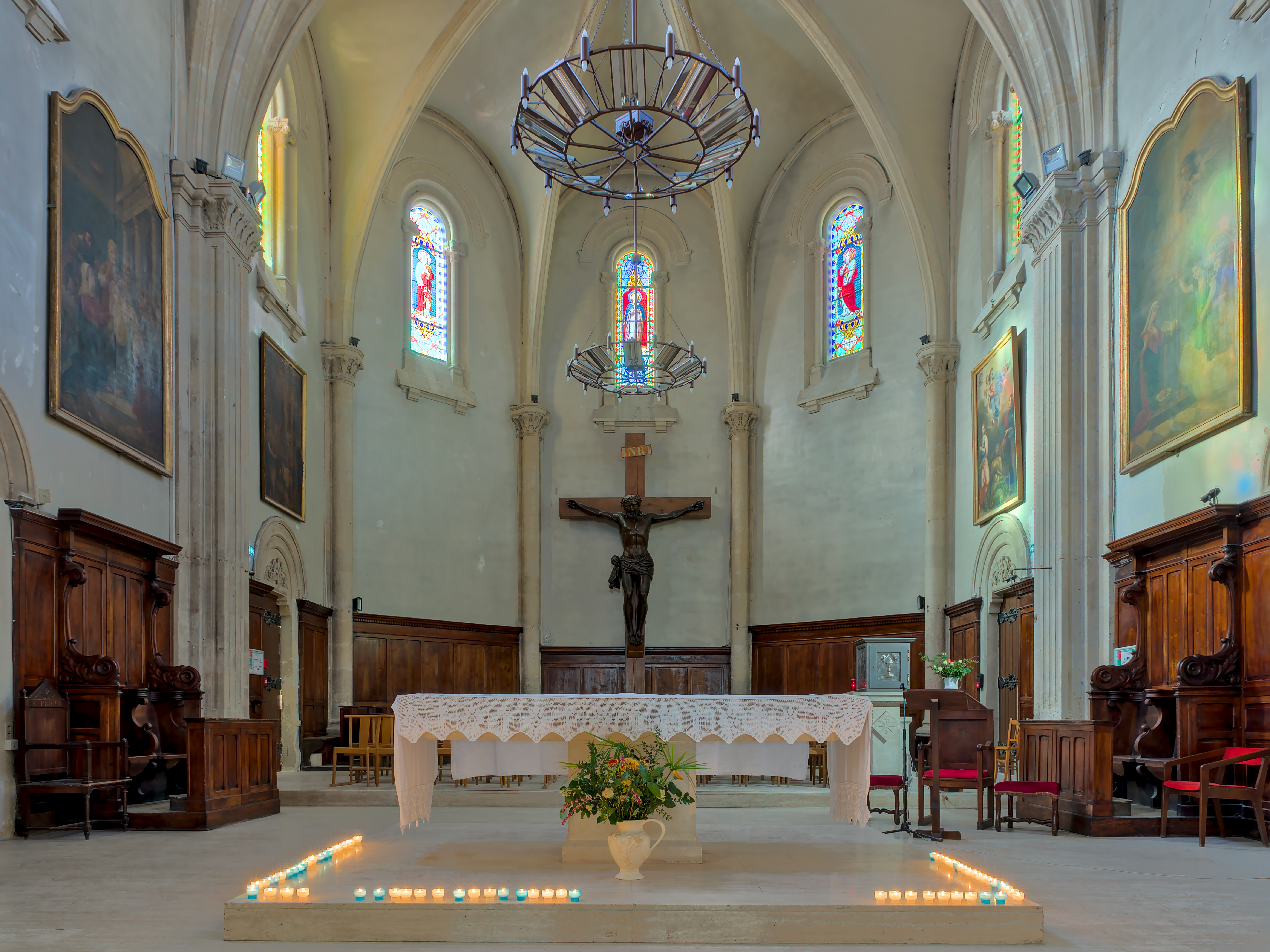
Le chœur.
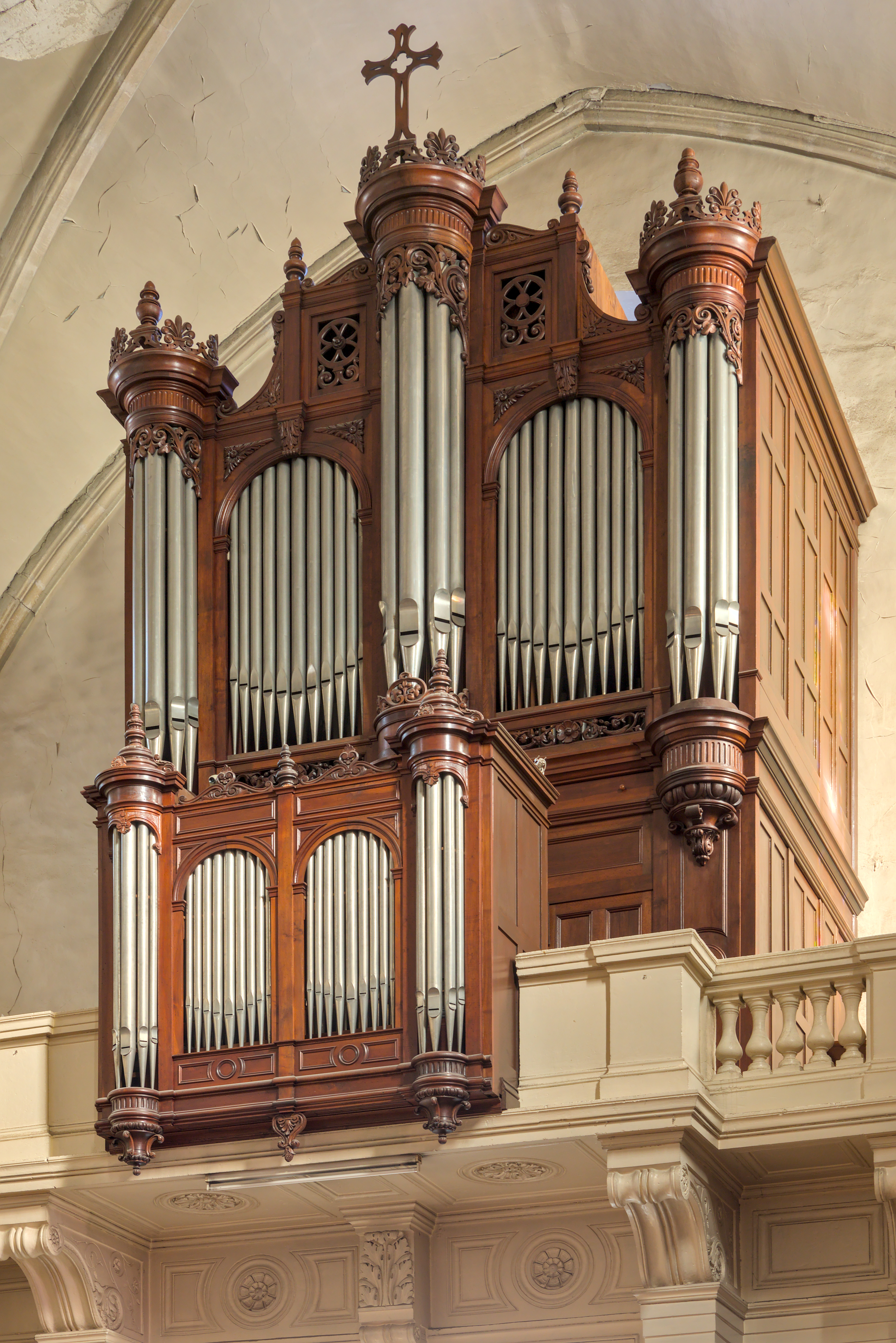
L'orgue.
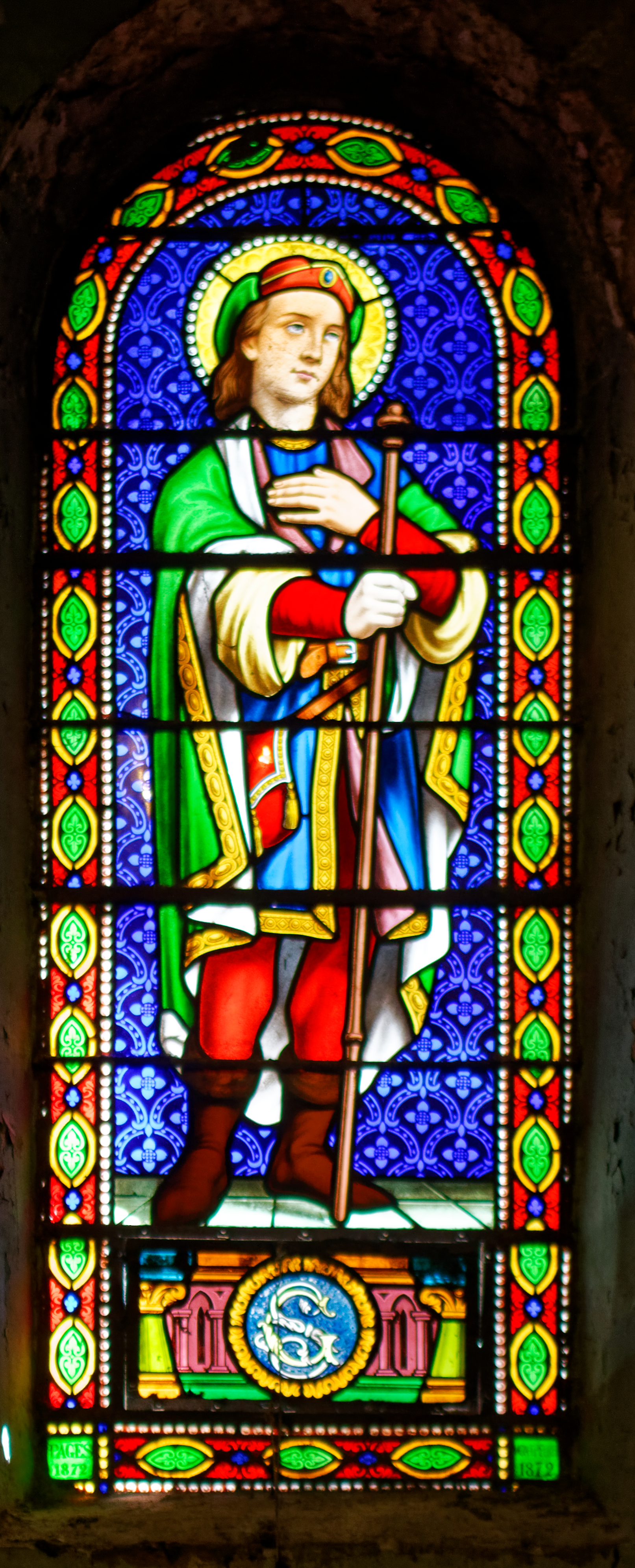
Vitrail représentant saint Gérard, patron de Lunel.